# روبرت إتش بوريس
روبرت إتش بوريس (بالإنجليزية: Robert H. Burris)‏ هو عالم كيمياء حيوية وأستاذ جامعي أمريكي، ولد في 13 أبريل 1914 في بروكينغز في الولايات المتحدة، وتوفي في 11 مايو 2010.